# Theodor Bücher
Theodor Bücher (* 10. Januar 1914 in Berlin; † 18. März 1997) war ein deutscher Biochemiker.
Bücher war der Sohn des Vorstandsvorsitzenden der AEG Hermann Bücher und studierte ab 1932 an der Universität München, an der Universität Kiel und in Berlin Chemie. 1938 bis 1945 war er Assistent von Otto Warburg am Kaiser-Wilhelm-Institut für Zellphysiologie in Berlin, wo er 1942 promoviert wurde (Über die Energieausbeute bei der photochemischen Dissoziation des Kohlenoxyd-Hämoglobins und deren Beeinflussung). 1949 ging er an das Universitätskrankenhaus Hamburg-Eppendorf, wo er sich 1951 habilitierte. 1953 wurde er Professor für Biochemie an der Universität Marburg. Von 1963 bis zu seiner Emeritierung 1982 war er Professor und Leiter des Instituts für Physiologische Chemie und Physikalische Biochemie an der Ludwig-Maximilians-Universität München.
Er war Mitglied der Royal Society of Medicine in London (1959), der Leopoldina (1963), der Bayerischen Akademie der Wissenschaften (1968), der American Chemical Society (1963) und Ehrenmitglied der Societa Italiana di Biologia sperimentale in Neapel (1960), der Federation of European Biochemical Societies (FEBS) (1974), der Gesellschaft für Biochemie und Molekularbiologie (GBM), des Comite Semana Medica in Buenos Aires (1950), der Gesellschaft Deutscher Naturforscher und Ärzte (1964) und der International Society for Clinical Enzymology (1987).
1955 wurde er stellvertretender Vorsitzender der Gesellschaft für Biologische Chemie und 1967 wurde er Präsident der Gesellschaft für Physiologische Chemie, deren Ehrenpräsident er später war. Er war am Aufbau der FEBS beteiligt, deren Präsident er 1965 bis 1967 war. Auf seine Initiative wurde das European Journal of Biochemistry gegründet. Die Theodor Bücher Lecture der GBM und der FEBS wurde 2003 ins Leben gerufen.
1974 erhielt er die Otto-Warburg-Medaille, 1981 den Gabor-Szasz-Preis der DGKL für klinische Enzymologie und 1986 den Robert Pfleger-Forschungspreis. 1979 erhielt er den Bayerischen Verdienstorden. Er war Ehrendoktor der Universität Marburg (1961).
Er war mit seiner zweiten Frau einer der Gründer des Freundeskreises des Münchner Bachchors.